# Phascolion (Phascolion) megaethi
Phascolion (Phascolion) megaethi is een soort in de taxonomische indeling van de Sipuncula (Pindawormen).
Het dier behoort tot het geslacht Phascolion en behoort tot de familie Phascolionidae. De wetenschappelijke naam van de soort werd voor het eerst geldig gepubliceerd in 1979 door Cutler & Cutler.